# The Triumph of Painting

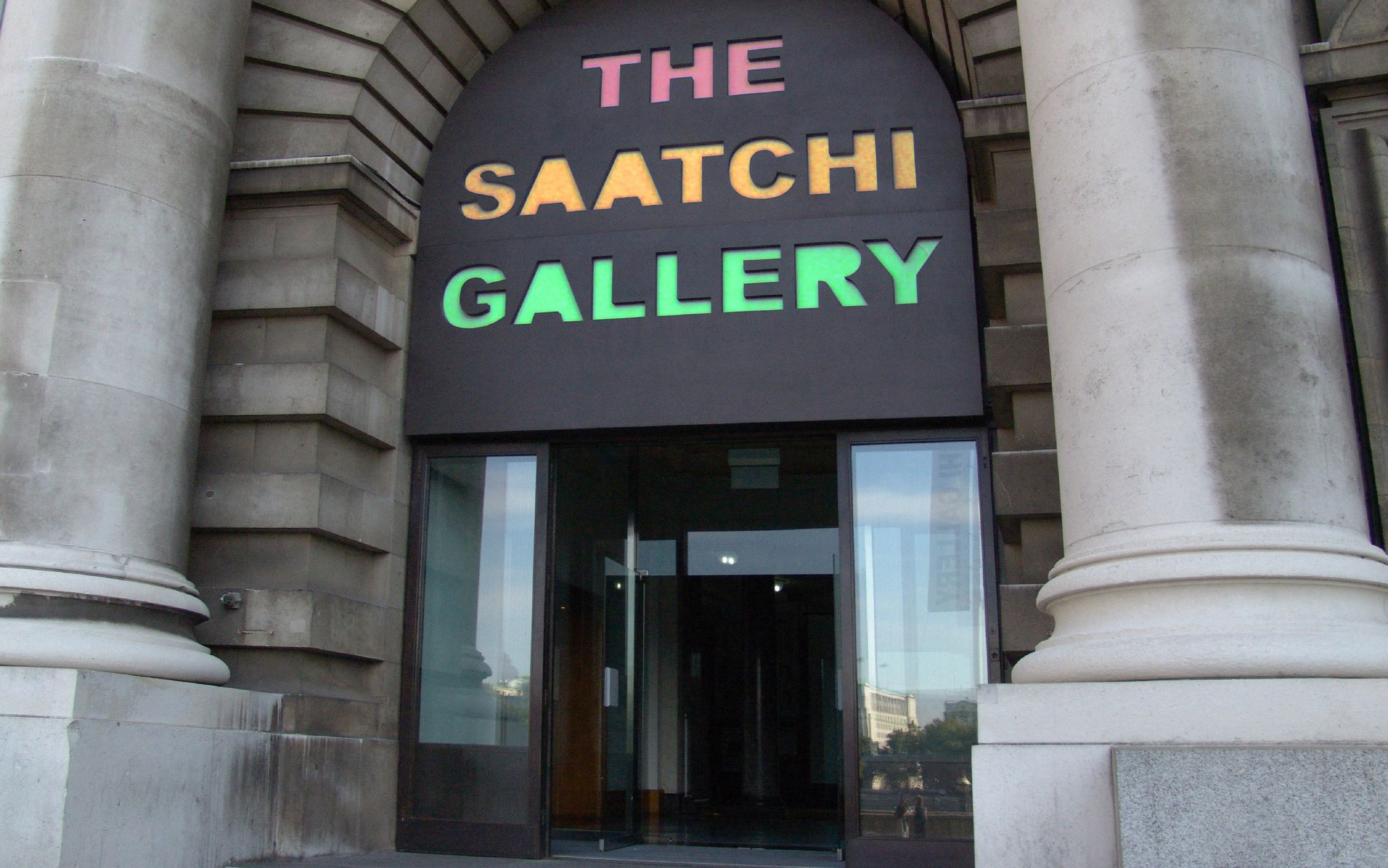
Saatchi Gallery

The Triumph of Painting was een reeks van tentoonstellingen georganiseerd door Charles Saatchi, ter ere van de 20ste verjaardag van de Saatchi Gallery in Londen. De tentoonstelling bestond uit drie delen en vond plaats tussen 26 januari 2005 en 5 februari 2006.

## Deelnemende kunstenaars

### The Triumph of Painting 1
26 januari 2005 tot 8 juni 2005: de gevestigde internationale waarden van de schilderkunst.
- Peter Doig
- Martin Kippenberger
- Jorg Immendorf
- Hermann Nitsch
- Marlene Dumas
- Luc Tuymans

### The Triumph of Painting 2
5 juli tot 30 oktober 2005: de volgende generatie schilders.
- Dirk Skreber
- Kai Althoff
- Albert Oehlen
- Thomas Scheibitz
- Franz Ackermann
- Wilhelm Sasnal

### The Triumph of Painting 3
4 november 2005 tot 5 februari 2006: nieuwe jonge schilders uit Europa en de Verenigde Staten.
- Dana Schutz
- Inka Essenhigh
- Matthias Weischer
- Eberhard Havekost
- Michael Raedecker
- Dexter Dalwood